# Hartigové
Hartigové (německy /Adelscheschlecht/ Hartig) jsou český, později rakouský šlechtický rod původem ze Slezska. V Čechách se rod vyskytuje od 18. století.

## Původ rodu
Rod pochází ze Slezska, přímá linie počíná od Martina Hartiga (kolem 1500 v Eichmannsdorfu – cca 1554 v Žitavě), kupce ze Slezského Lvovku ve Vévodství svídnicko-javorském, který zde žil se svou ženou Margaretou Hartigovou, rozenou Ulbin. Jeho syn Jakub Hartig (1530 Löwenberg–1602 Žitava) byl od roku 1561 občanem Žitavy, kde byl obchodníkem, radním a církevním hodnostářem. Jeho manželkou byla Sybila Scherffingerová. Vnuk Martina Hartiga, Jan Hartig (1573 Žitava – 1631 Lehnice), povoláním lékař lehnicko-břežského knížectví, kde působil také jako radní, získal od císaře Rudolfa II. pro svůj rod erbovní listinu a povýšil tak rod Hartigů do šlechtického stavu. S manželkou Suzanne Montani (†1631) měli čtyři děti. Jednu dceru Sybilu a tři syny. Jana Jakuba Hartiga (1603–1677 Benátky), Kristiána Hartiga (1605 Lehnice – 1677 Žitava) a Amadése (Amadeuse) Hartiga (1609–1645).
Amadeus z Hartigu (1609–1645) lékař, který zemřel předčasně ve svých 36 letech
Kristián z Hartigu (1605 Lehnice–1677 Žitava), vystudoval medicínu a filozofii ve Frankfurtu nad Odrou, v dalším studiu pokračoval ve Štrasburgu a v Ženevě. Kristián z Hartigu procestoval téměř celou Evropu. Navštívil Francii, Anglii, Nizozemsko a Dánsko. Poté Lipsko, Benátky a Padovu. Tam se v červenci 1629 stal doktorem medicíny. Ve stejném roce byl v Benátkách přijat do rytířského řádu sv. Marka. V roce 1630 se vrací zpět do Žitavy a 7. října 1632 byl jmenován radou Žitavy jako soudce a později, v letech 1634–1637 spravoval úřad městského soudce. Tento úřad zastával střídavě vmezi lety 1639–1654. Později, v letech 1657–1673 působil jako starosta Žitavy. Spolu se svými sourozenci Janem Jakubem z Hartigu a Sibylou z Hartigu, byl 15. října 1645 v Linci povýšen císařem Ferdinandem III. na rytířskou císařskou šlechtu. Amadeus z Hartigu se tohoto povýšení již nedožil. V roce 1645 koupil Kristián z Hartigu od Kryštofa z Gersdorfu panství Althörnitz u Žitavy a nechal na něm v letech 1651–1654 postavit zámek Althörnitz žitavským mistrem Valentinem. Kristián z Hartigu byl ženatý s Esmerantinou Kindlerovou (†1648) a jeho druhou ženou byla od 26. října 1652 Dorothea Schedeová, se kterou se oženil v Drážďanech.
Jan Jakub z Hartigu (1603–1677 Benátky), působil v Benátkách jako městský lékař a žil s manželkou Veronikou de Nyss, původem z Amsterodamu, se kterou měl jediného syna, Jana Izaiáše Hartiga (1632 Benátky–1708 Praha). Jan Jakub z Hartigu je považován za toho, od nějž se odvozují počátky české linie rodu Hartigů.
Jan Izaiáš z Hartigu (1632 Benátky–1708 Praha), syn Jana Jakuba z Hartigu, přišel do Prahy za svou tetou Sybilou, která jej adoptovala a on se po její smrti stal dědicem statků Rückern, Ulschendorf, Friedersdorf a Hartau. V Praze přestoupil na katolickou víru a roku 1662 se stal c. k. dvorským sekretářem, později dvorským radou a tajným referendářem české dvorské kanceláře. V roce 1668 obdržel od císaře Leopolda I. hodnost říšského rytíře a v roce 1670 byl povýšen na svobodného pána. Inkolátu v Čechách nabyl roku 1673 a roku 1707 jej císař Josef l. povýšil na říšského svobodného pána. S manželkou Annou Kateřinou Walderodovou měl Jan Izaiáš pět dětí, dvě dcery: Ludmilu z Hartigu a Sybilu z Hartigu, a pět synů: Františka Václava z Hartigu, Kryštofa Kajetána Antonína z Hartigu, Jana Huberta z Hartigu (1671–1741), Ludvíka Josefa z Hartigu (1675–1735) a Antonína Izaiáše z Hartigu (1681–1754).
František Václav z Hartigu, první syn Jana Izaiáše z Hartigu zemřel jako svobodný, padl v boji jako rytmistr.
Kryštof Kajetán Antonín z Hartigu, druhý syn Jana Izaiáše z Hartigu zemřel jako svobodný, zabil se pádem z koně.
Jan Hubert z Hartigu (1671–1741), třetí syn Jana Izaiáše z Hartigu se v letech 1708–1754 stal purkrabím Královéhradeckého kraje a přísedícím zemského soudu. Byl dvakrát ženatý a z každého manželství vzešlo 11 dětí. Sňatkem s první ženou Marií Josefou ze Scheidlernu získal statek Horní Beřkovice. Kromě tohoto statku vlastnil ještě Cítov, Daňovice, Kamenici, Včelnici a Friedershof. V roce 1728 byl povýšen do hraběcího stavu. Jeho druhá žena byla Františka z Nečtin.

## Rakouská větev Hartigů
Antonín Izaiáš z Hartigu (1681–1754), čtvrtý syn Jana Izaiáše z Hartigu, zakladatel rakouské větve rodu Hartigů, která v Dolních Rakousích získala panství Schrattenthal a Platten. S manželkou Elizabetou Hocke (†1769) měl jediného syna Antonína Kazimíra z Hartigu (1712–1778). Věnoval se státní službě a stal se tajným radou a místoprezidentem dvorní říšské rady. Mimo rakouské statky vlastnil také statky na Moravě Uherčice, Vratěnín, Písečnou a Slavětín. Ty však byly v roce 1764 prodány jeho synem Antonínem Kazimírem z Hartigu.
Antonín Kazimír z Hartigu (1712–1778), měl jen jediného syna Antonína Františka Xavera z Hartigu, který vlastnil už jen rakouské statky Schrattenthal, Ragersdorf a Platt.
Antonín František Xaver z Hartigu (1746–1801), byl ženatý s hraběnkou Marií Ernestinou Sinzendorfovou (1754–1774), která ve svých dvaceti letech umírá a dalšího dědice a pokračovatele rodu rakouská větev Hartigů již nemá. Jím také v roce 1801 vymírá rakouská větev rodu Hartigů.

## Česká větev Hartigů

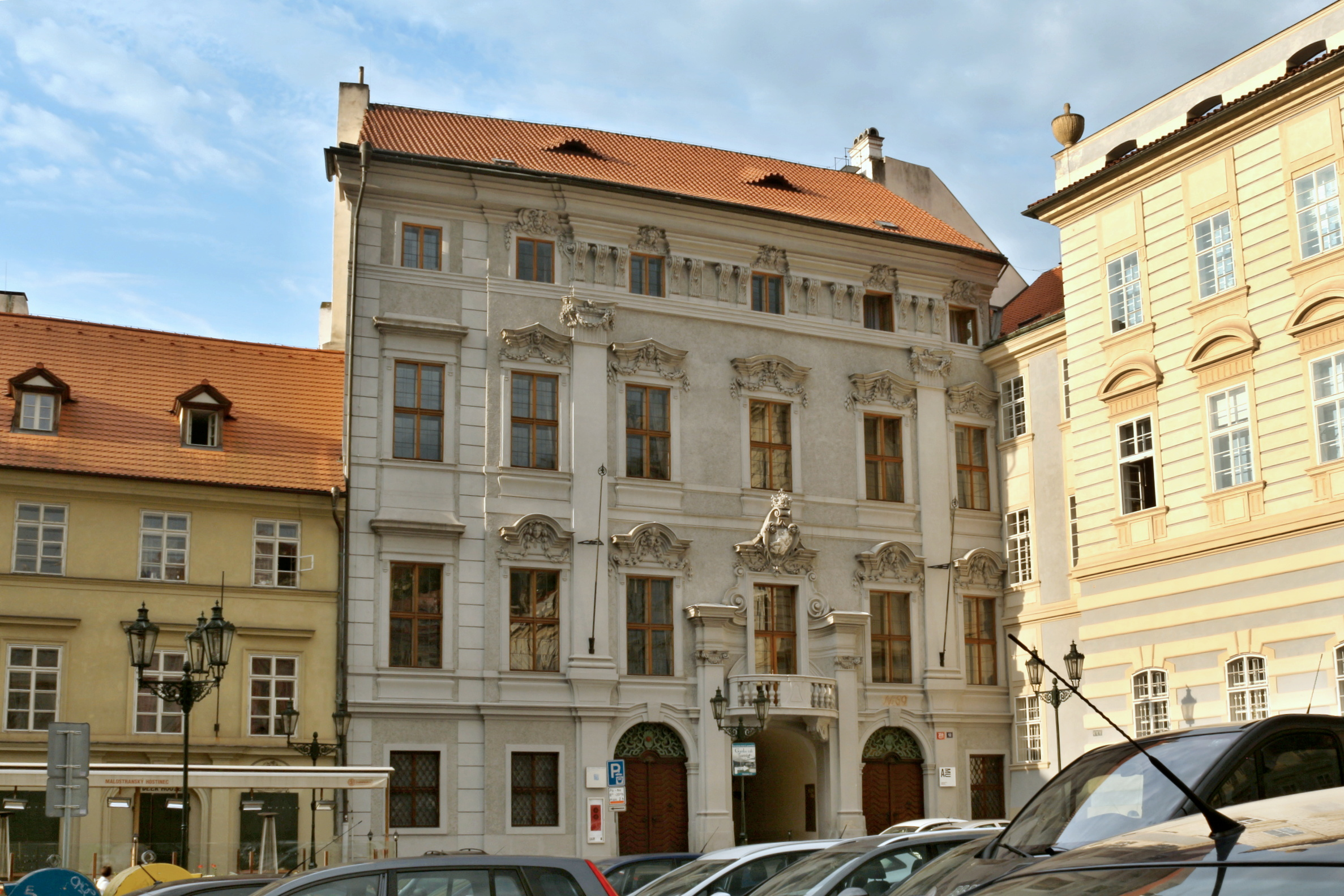
Hartigovský palác na Malostranském náměstí v Praze.

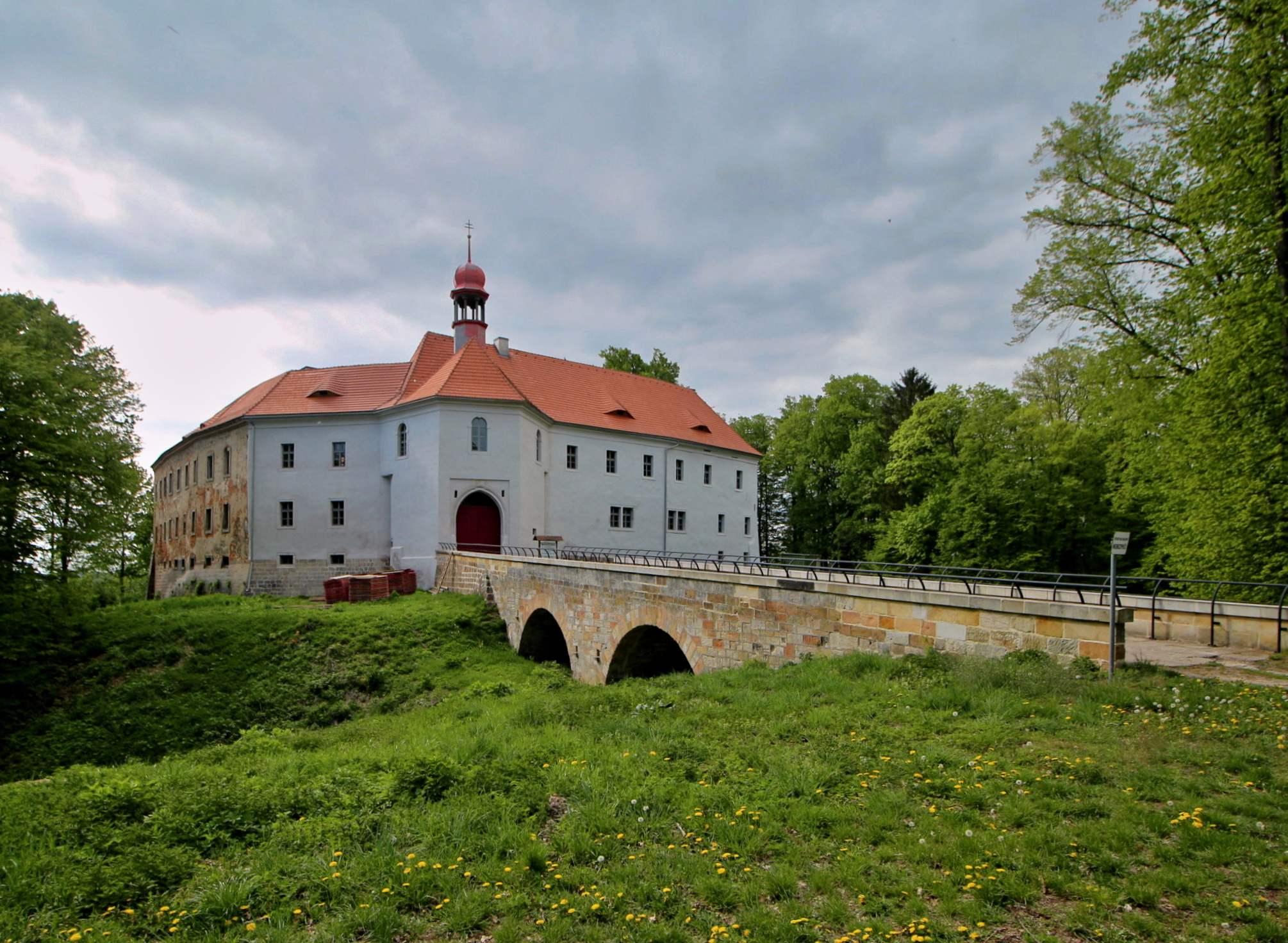
Zámek Vartenberk ve Stráži pod Ralskem (Wartenbergu)

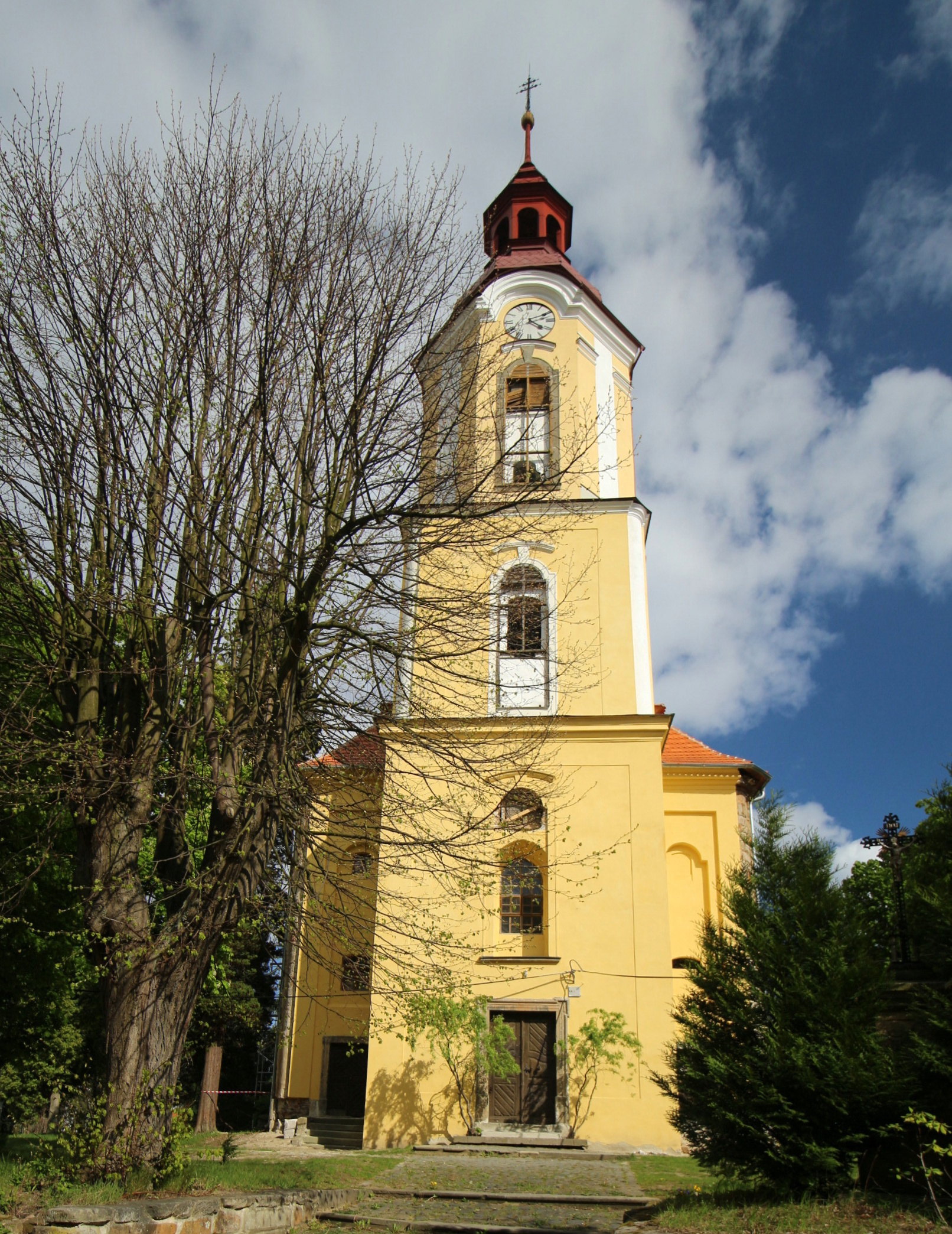
Stráž pod Ralskem, kostel sv. Zikmunda

Ludvík Josef z Hartigu (1685 Praha–1735 tamtéž, pochován v hrobce kostela sv. Zikmunda ve Stráži pod Ralskem), pátý syn Jana Izaiáše z Hartigu byl společně se svým otcem roku 1707 povýšen do stavu svobodných pánů. Od svého staršího bratra Jana Huberta získal statek Horní Beřkovice. V roce 1714 zvětšil svůj majetek o panství Stráž pod Ralskem, které koupil za 236 500 zlatých od barona Františka Antonína Lichtenštejna. Toto panství obdržel s obcemi Luhov, Grunov, Brenná, Novina a Dubnice spolu s alodními statky Chrastnou a Náhlovem. O čtyři léta později (1718) bylo získáno panství Mimoň a Děvín, které mu přinesla věnem Marie Terezie Isabela Putzová z Adlersthurnu. K panství patřilo městečko Mimoň a obce: Pertoltice pod Ralskem, Srní Potok, Vranov, Hvězdov, Svébořice, Palohlavy, Noviny pod Ralskem, Černá Novina, Hamr na Jezeře, Útěchovice, Břevniště, Druzcov, Janův důl, Kotel a Sobákov. Obě panství, strážské a mimoňské, Ludvík Josef Hartig spojil v jeden celek. V roce 1719 se stává přísedícím královského zemského soudu v Čechách a je povýšen do hraběcího stavu. Počátkem 20. let 18. století (1721–1722) zakoupil od hraběte F. Wežnika z Neuhofu dům pod Pražským hradem, který nechal přestavět. Roku 1728 koupil statek Domaslavice, Nejdek a Kyselku a Březnici. S manželkou Marií Terezií Ester Isabelou Hartigovou, rozenou Putz měl 11 dětí, ale přežili pouze dva synové a pět dcer. V závěti ustanovil, aby syn Adam František z Hartigu (1729 Mimoň–1783 Augsburg, pohřben v hrobce kostela ve Stráži pod Ralskem) převzal Mimoň, Stráž pod Ralskem, Chrastnou a Ludvík Josef z Hartigu (1714 Mimoň–1736 Nepomuk) měl dostat Kyselku, Nejdek, Březnici a pražský dům.
(Adam) Ludvík Josef z Hartigu (1714 Mimoň–1736 Nepomuk) v roce 1736 se oženil s hraběnkou Marií Terezií Globen-Stampach (1716–1749), ale ještě v témže roce zemřel. Jeho syn Ludvík Jan z Hartigu Posthumus (1737–1813) se narodil až po otcově smrti a stal se hudebníkem. Vedl rozmařilý život a svůj majetek postupně rozprodal a zemřel v bídě.
Ludvík Jan z Hartigu Posthumus (1737–1813) byl dvakrát ženatý. Z prvního manželství měl dvě dcery: Marii Annu Johannu z Hartigu a Marii Terezii z Hartigu provdanou za hraběte Františka Josefa Stockhammera. Z druhého manželství měl dceru Ludoviku Terezii z Hartigu. Protože neměl mužských potomků, také tato linie jím vymřela.
Adam František z Hartigu (1729 Mimoň–1783 Augsburg, pochován v hrobce kostela sv. Zikmunda ve Stráži pod Ralskem) po nabytí plnoletosti převzal mimoňské a strážské panství. Na přelomu roku 1749–1750 koupil statek Starý Dub za 52 000 zlatých od Anny Leopoldiny Lamotte de Frintropp, dále koupil panství Běškovice a Domaslavice. Byl c. k. tajným radou a plnomocným vyslancem v Řezně a Mnichově. V roce 1752 se v Praze oženil s hraběnkou Marií Terezií Kolovrat-Krakovskou. Měli pět dětí, z toho čtyři syny: Filipa Neurise Joachima z Hartigu (1753–1779), Filipa Františka z Hartigu (nar. 1754), c. k. komořího a setníka pěšího pluku Colloredovského, Františka Ludvíka Karla (nar. 1755) a Františka Antonína de Paula. a dceru Marii Terezii z Hartigu. Adam František zemřel v Augsburgu, odkud byl převezen do rodinné hrobky ve Stráži pod Ralskem. František Antonín de Paula Hartig jako jediný z dětí přežil svého otce a stal se tak po smrti otce v roce 1783 jediným dědicem mimoňského a strážského panství.
Marie Karolína z Hartigu, první dcera Ludvíka Josefa z Hartigu (1685 Praha–1735 tamtéž), provdaná za Ferdinanda Františka Josefa hraběte z Kokořova
Josefa z Hartigu, druhá dcera Ludvíka Josefa z Hartigu (1685 Praha–1735 tamtéž), provdaná za Karla hraběte Vršovce
Marie Františka z Hartigu, třetí dcera Ludvíka Josefa z Hartigu (1685 Praha–1735 tamtéž), provdaná za Antonína svobodného pána z Vunšvic
Marie Amálie z Hartigu a Marie Alžběta z Hartigu, čtvrtá a pátá dcera Ludvíka Josefa z Hartigu (1685 Praha–1735 tamtéž) zůstaly svobodné.
František Antonín de Paula z Hartigu (1758 Praha–1797 Drážďany, pochován v hrobce kostela sv. Zikmunda ve Stráži pod Ralskem), patřil k nejvýznamnějším představitelům tohoto rodu. Po absolvování univerzity cestoval hodně po Německu, Anglii, Francii, Švýcarsku a Itálii. Byl velkým přítelem umění a vědy a tato záliba mu přinesla spojení s řadou významných francouzských učenců. Byl členem vědeckých a literárních společností v Čechách a byl zvolen za předsedu Královské české společnosti nauk a věd. František Antonín de Paula se plně věnoval státní službě. V roce 1780 odešel do Prahy ve funkci rady nejvyššího zemského práva, ale choroba jej přiměla k tomu, že musel na nějaký čas zanechat politické činnosti. Zato se plně věnoval správě svých panství, která nebyla nikterak malá. Po otci zdědil panství Horní Beřkovice, Mimoň, Stráž pod Ralskem, Chrastnou a Domaslavice a k tomu přibyly četné drobné koupě. V roce 1787 se hrabě vrátil zpět k politické činnosti a stal se rakouských vyslancem v Sasku. Tato jeho činnost trvala pouze šest let, poněvadž příznaky vleklé choroby se projevily v daleko větší míře nežli poprvé, a proto se František Antonín de Paula rozhodl, že zanechá definitivně politické činnosti. Po roce léčení v zahraničí se hrabě vrací na své panství, kde si na rozdíl od svého otce získal značné obliby, zejména u strážských obyvatel. Tento poklidný život netrval dlouho. Hrabě zemřel 1. května 1797 v Drážďanech, odkud byl převezen do rodinné hrobky. Za manželku měl hraběnku Marii Eleonoru rozenou z Colloredo-Waldsee (1764–1818), která byla dcerou ministra hraběte Františka Karla z Colloreda-Waldsee. Zpočátku žila ve Vídni a ve Florencii se svým otcem, později ale odešla do Prahy, kde se stala dvorní dámou a zde se také provdala za hraběte Františka Antonína de Paula. Z tohoto manželství se narodily čtyři děti: Marie Terezie (1785–1830), Marie Antonie (1786–1790), František de Paula (1789–1865) a Bedřich August (1791–1816). Podle závěti hraběte spravovala až do zletilosti svých dětí všechen majetek hraběnka Eleonora, která byla podobně jako její manžel velkou přítelkyní umění. V roce 1806 došlo v Mimoni k velkému požáru, kterým byl značně poškozen zámek. Vyhořela škola, pivovar, radnice, fara a značná část měšťanských domů (asi 282 domů). K obnově zámku bylo přikročeno v roce 1807 pod vedením architekta Pfockeho ze Zákup.
Marie Terezie z Hartigu (1785–1830), první dcera Františka Antonína de Paula z Hartigu (1758–1797), provdaná za hraběte Augusta z Ledebur-Wichelnu
Marie Antonie z Hartigu (1786–1790), druhá dcera Františka Antonína de Paula z Hartigu (1758–1797), zemřela ve čtyřech letech
Bedřich August z Hartigu (1791–1816), druhorozený syn Františka Antonína de Paula z Hartigu (1758–1797), zdědil panství Horní Beřkovice. Brzy po absolvování právnických studií se stal komořím. V této funkci však dlouho nezůstal a dal přednost vojenské službě, kde dosáhl hodnosti rytmistra u husarského pluku prince regenta anglického. Vojenskou službu dlouho nevykonával, zemřel ve věku 25 let na následky těžkého zranění v Aix en Provence ve Francii.
František de Paula z Hartigu (1789 Drážďany–1865 Vídeň, pochován v hrobce kostela sv. Zikmunda ve Stráži pod Ralskem), prvorozený syn Františka Antonína de Paula z Hartigu, byl jednou z nejvýznamnějších postav hartigovského rodu. Věnoval se státní službě a vrcholem kariéry bylo doživotní členství v mimořádné říšské radě. Kromě mimoňského a strážského panství byl František de Paula z Hartigu majitelem panství Agard v Uhrách, Neusteinu a Unter-Erkensteinu v Kraňsku a lenního statku Platt v Dolních Rakousích. V roce 1835 byl z držení Hartigů prodán knížeti Karlu Rohanovi statek Starý Dub a Domaslavice za 95 000 zlatých. Hrabě František de Paula získal za své zásluhy četná zahraniční vysoká vyznamenání. Byl rytířem ruského řádu Bílého Orla, rytířem I. třídy rakouského řádu Železné koruny, nositelem sardinského královského řádu sv. Mauricia a Lazara, nositelem Velkého kříže Leopoldova řádu, rytířem constantinovského řádu sv. Jiří a mnoha dalších. Za celoživotní zásluhy byl císařem vyznamenán řádem Zlatého rouna. Město Vídeň jej jmenovalo svým čestným občanem. 6. 1. 1810 se hrabě oženil s hraběnkou Julianou Grundemannovou (1788–1866), s kterou měl dva syny. Edmunda z Hartigu(1812–1883), Bedřicha z Hartigu (1818–1877) a dceru Eleonoru Marii z Hartigu. (1810–1838).
Eleonora Marie z Hartigu (1810–1838) dcera Františka de Paula z Hartigu (1789–1865), provdaná v roce 1830 za hraběte Michala Josefa Althana. Zemřela v roce 1838 a zanechala dceru Františku Althan (roz. Hartig), která se později provdala za hraběte Dürckheim-Montmartiniho.
Edmund z Hartigu (1812 Vídeň–1883 San Remo, pochován v hrobce kostela sv. Zikmunda ve Stráži pod Ralskem), první syn Františka de Paula z Hartigu (1789–1865), krom státních a diplomatických služeb, za které mu byl císařem propůjčen velkokříž Leopoldova řádu, byl také členem konsorcia, kterému patřila společnost ATE (Aussig-Teplitzer-Eisenbahngesellschaft) která chtěla postavit železniční spojení z Ústí nad Labem, přes Českou Lípu, Zákupy, Mimoň do Českého Dubu až do Hodkovic. Projekt v této původní podobě však nebyl realizován a Mimoň musela o železnici ještě hodně bojovat. Z jeho manželství s hraběnkou Julií Konstancií Bellegarde (1822–1884) byly pouze dcery:
Julie z Hartigu (nar. 1847), první dcera Edmunda z Hartigu (1812–1883)
Paula z Hartigu (1849–1890), druhá dcera Edmunda z Hartigu (1812–1883), provdaná za markýze Jindřicha Bellgrade
Františka Julie z Hartigu (1854–1940), třetí dcera Edmunda z Hartigu (1812–1883), provdaná za hraběte Augusta Kinského, majitele Sloupu v Čechách
Marie Antonie z Hartigu (1859–1896), čtvrtá dcera Edmunda z Hartigu (1812–1883), provdaná za svobodného pána Augusta z Wacken, majitele Idolsbergu v Dolních Rakousích.
Bedřich z Hartigu (1818–1877), druhý syn Františka de Paula z Hartigu (1789–1865), věnoval se vojenské službě, kde dosáhl hodnosti majora. Byl dvakrát ženat. První manželka hraběnka Walburga Corvína Berchtóldová (1829–1856) zemřela po čtyřletém manželství v roce 1856, krátce po úmrtí prvorozené dcery Marie Anny z Hartigu v buchlovickém zámku na Moravě. Rok poté se hrabě znovu oženil se svobodnou paní Amalií Gudenusovou (1837–1892). Z tohoto manželství byli čtyři synové: František Gabriel z Hartigu, Jan Bedřich z Hartigu, Leopold z Hartigu, Theodor Konstantin z Hartigu a tři dcery: Sofie z Hartigu (nar. 1862),Luisa z Hartigu (nar. 1875) a Marie Anna z Hartigu (nar. 1876). Bedřich z Hartigu, který byl majitelem panství Brunn v Dolních Rakousích, zemřel v srpnu 1877 v Klobensteině v Tyrolích a byl převezen do Stráže pod Ralskem, kde byl uložen do rodinné hrobky. Jeho druhá manželka, hraběnka Amalie Hartigová, roz. svobodná paní Gudenusová zemřela v roce 1892 v Bolzanu.
František Gabriel z Hartigu (1859 Vídeň–1903 Mimoň), první syn Bedřicha z Hartigu (1818–1877), po svých právnických studiích ve Vídni, sloužil jako jednoroční dobrovolník a v září 1880 byl jmenován poručíkem dragounského pluku č. 6. Byl také zvolen do říšské rady, kam byl zvolen ještě v roce 1901. Spravoval hartigovské statky na Mimoni a ve Stráži pod Ralskem a město Mimoň jej jmenovalo čestným občanem. 7. června 1887 se hrabě oženil s hraběnkou Janou Marií Ledebur-Wicheln (1868–1940), dcerou ministra zemědělství hraběte Jana Ledebura. V roce 1903 vážně onemocněl a v srpnu téhož roku zemřel na zápal plic ve věku 44 let. Zůstavil čtyři nezletilé děti: Jana Bedřicha z Hartigu (30. 5. 1891 – 1935), Marii Karolinu z Hartigu (4. 12. 1893 – 1967), Františka z Hartigu (1. 8. 1896 – 1971) a Josefínu z Hartigu (nar. 12. 7. 1899).
Bedřich z Hartigu (1864–1923), druhý syn Bedřicha z Hartigu (1818–1877), byl c. k. komořím a v roce 1892 se oženil s hraběnkou Elsou Giovanelli pocházející z Tyrolska.
Leopold z Hartigu (1866–1954), třetí syn Bedřicha z Hartigu (1818–1877), vystudoval doktorát práv. Působil v Litoměřicích a Prachaticích, později pracoval na ministerstvu ve Vídni.V roce 1893 se oženil s Marií v. Zallinger-Thurn, s kterou měl tři děti. Edmunda z Hartigu, Jindřicha z Hartigu a Amelii z Hartigu.
Theodor Konstantin z Hartigu (1869–1915), čtvrtý syn Bedřicha z Hartigu (1818–1877), byl c. k. komořím. Oženil se se svobodnou paní Marií z Rosenfeldu. Z tohoto manželství pocházel syn Wolfgang z Hartigu.
Sofie z Hartigu (nar. 1862), první dcera Bedřicha z Hartigu (1818–1877), provdaná v roce 1888 za hraběte Alfreda Attemse
Luisa z Hartigu (nar. 1875), druhá dcera Bedřicha z Hartigu (1818–1877)
Marie Anna z Hartigu (nar. 1876), třetí dcera Bedřicha z Hartigu (1818–1877)
Jan Bedřich z Hartigu (1891–1935), první syn Františka Gabriela z Hartigu (1859–1903), po nabytí plnoletosti převzal mimoňské a strážské majetky svého otce. V roce 1919 se oženil s princeznou Eleonorou ze Schwarzenberka (1899–1984), se kterou měl šest dětí:
- Marie Jana z Hartigu, první dcera Jana Bedřicha z Hartigu (1891–1935)
- Idu z Hartigu, druhá dcera Jana Bedřicha z Hartigu (1891–1935)
- Františka Karla z Hartigu (1921 Mimoň–2004 Salcburk), první syn Jana Bedřicha z Hartigu (1891–1935) a dědic mimoňských a strážských majetků, po roce 1945 už jen mimoňského zámku, který byl v témže roce zestátněn. S manželkou Žofií (Sofií) z Valdštejna[8] (1921–2017 Salcburk) měli tři děti:
  - Ferdinanda z Hartigu (nar. 1949)
  - Jana z Hartigu (nar. 1950)
  - Jakuba z Hartigu (nar. 1954)
- Karla Bedřicha z Hartigu (1923–1944), druhý syn Jana Bedřicha z Hartigu (1891–1935)
- Jana z Hartigu (1929–1975), třetí syn Jana Bedřicha z Hartigu (1891–1935)
- Huberta z Hartigu (1932–1987), čtvrtý syn Jana Bedřicha z Hartigu (1891–1935)

František z Hartigu (1896–1971), druhý syn Františka Gabriela z Hartigu (1859–1903), oženil se s Kristianou Salm-Reifferscheidt (1901–1984), se kterou měl tři děti:
- Františka Alfréda z Hartigu, (nar. 1934)
- Pavla Rudolfa z Hartigu, (nar. 1935)
- Petra Evžena z Hartigu (nar. 1935)

Marie Karolína z Hartigu (1893–1967), první dcera Františka Gabriela z Hartigu (1859–1903), provdaná za prezidenta rakouské státní rady Rudolfa Hoyoze.
Josefína z Hartigu (nar. 1899), druhá dcera Františka Gabriela z Hartigu (1859–1903)

## Rodový erb

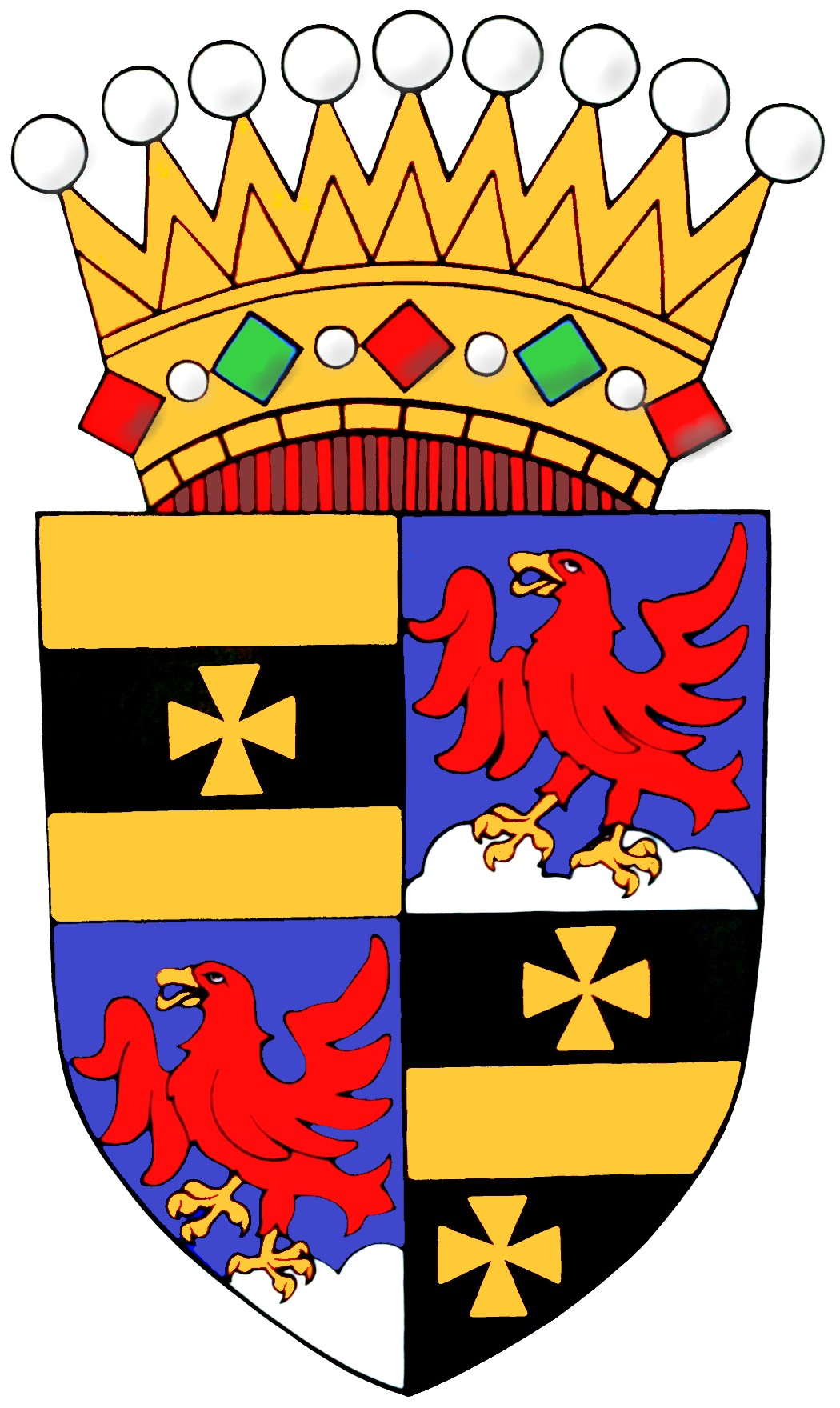

Rod Hartigů získal erbovní listinu od císaře Rudolfa II. na přelomu 16. a 17. století. Zasloužil se o to vnuk mytického zakladatele rodu Martina Hartiga Jan Hartig (1573 Žitava – 1631 Legnice), povoláním lékař lehnicko-břežského knížectví, kde působil také jako radní. K získání erbovní listiny a povýšení rodu Hartigů do šlechtického stavu mu významnou měrou dopomohla jeho manželka Suzanne Montani (†1631), která byla dcerou Jana Montaniho, osobního lékaře císaře Rudolfa II.
Erb rodu Hartigů je štít rozdělený křížem, v jehož prvním a čtvrtém zlatém poli je příčné černé břevno, jejichž středu se vznáší malý zlatý kříž. Tato zlatá pole vyjadřují vznešenost, blahobyt a slavné panovníky, v kombinaci s příčným černým břevnem, které je symbolem opory, vyjadřují počestnost a dlouhý život. Kříž vyjadřuje čtyři směry prostoru a čtyři základní živly (zemi, vodu, vzduch a oheň). Ve druhém a třetím modrém poli pak je červená orlice stojící na stříbrné skále pnoucí se z levého dolního kouta do pravého hořejšího, s křídly vyzdviženými vzhůru. Tato modrá pole vyjadřují stálost, věrnost, životní moudrost a pokoru, v kombinaci s červenou (červenou orlicí) značí pýchu. Stříbrná skála symbolizuje čistotu, čest, radost, právo a spravedlnost. V kombinaci s červenou (červenou orlicí) značí odvahu. Orlice, jako vznešený král ptáků, symbolizuje moc, vítězství a vládu. V horní části znaku najdeme honosný kus, v tomto případě devítistopkovou hraběcí korunu, se zlatým pruhem ozdobeném červenými a modrými drahokamy. Devět stopek koruny je důležitých pro rozlišení hraběcí hodnosti, červené drahokamy značí touhu po ctnosti, síle, triumfu a vládě, a v kombinaci s modrými drahokamy vyjadřuje dobročinnost.

## Někteří významní členové rodu
- Adam František z Hartigu (1724–1783), rakouský diplomat
- Adam Ludvík z Hartigu (1710–1736), císařský komorník
- Edmund Hartig (1812–1883), rakouský státník
- František z Hartigu (pseudonym Gotthelf Zurecht; 1789–1865), rakouský státník a publicista
- František Gabriel z Hartigu (1859–1903), český a rakouský politik
- František de Paula Antonín z Hartigu (1758–1797), rakouský diplomat, historik, básník a geograf
- Kristián z Hartigu (1605–1677), žitavský purkmistr
- Ludvík Josef z Hartigu (1685–1735), rakouský diplomat a český císařský místodržící
- Paul von Hartig (1935–2011), rakouský velvyslanec